# Rally de Turquía de 2018
El Rally de Turquía de 2018 oficialmente 11. Rally Turkey Marmaris, fue la undécima edición y la décima ronda de la Temporada 2018 del Campeonato Mundial de Rally. Se celebró del 13 al 16 de septiembre y contó con un itinerario de 17 tramos sobre tierra que suman un total de 317,28 km cronometrados. Fue también la décima ronda de los campeonatos WRC 2 y WRC 3 y la quinta del JWRC.

## Lista de inscritos
| Pilotos principales     | Pilotos principales | Pilotos principales | Pilotos principales   | Pilotos principales         | Pilotos principales |
| Num.                    | Piloto              | Copiloto            | Coche                 | Equipo                      | Neumático           |
| ----------------------- | ------------------- | ------------------- | --------------------- | --------------------------- | ------------------- |
| 1                       | Sébastien Ogier     | Julien Ingrassia    | Ford Fiesta WRC       | M-Sport Ford WRT            | M                   |
| 2                       | Elfyn Evans         | Daniel Barritt      | Ford Fiesta WRC       | M-Sport Ford WRT            | M                   |
| 3                       | Teemu Suninen       | Mikko Markkula      | Ford Fiesta WRC       | M-Sport Ford WRT            | M                   |
| 4                       | Andreas Mikkelsen   | Anders Jæger        | Hyundai i20 Coupe WRC | Hyundai Shell Mobis WRT     | M                   |
| 5                       | Thierry Neuville    | Nicolas Gilsoul     | Hyundai i20 Coupe WRC | Hyundai Shell Mobis WRT     | M                   |
| 6                       | Hayden Paddon       | Sebastian Marshall  | Hyundai i20 Coupe WRC | Hyundai Shell Mobis WRT     | M                   |
| 7                       | Jari-Matti Latvala  | Miikka Anttila      | Toyota Yaris WRC      | Toyota Gazoo Racing WRT     | M                   |
| 8                       | Ott Tänak           | Martin Järveoja     | Toyota Yaris WRC      | Toyota Gazoo Racing WRT     | M                   |
| 9                       | Esapekka Lappi      | Janne Ferm          | Toyota Yaris WRC      | Toyota Gazoo Racing WRT     | M                   |
| 10                      | Mads Østberg        | Torstein Eriksen    | Citroën C3 WRC        | Citroën Total Abu Dhabi WRT | M                   |
| 11                      | Craig Breen         | Scott Martin        | Citroën C3 WRC        | Citroën Total Abu Dhabi WRT | M                   |
| 12                      | Khalid Al Qassimi   | Chris Patterson     | Citroën C3 WRC        | Citroën Total Abu Dhabi WRT | M                   |
| 21                      | Yazeed Al-Rajhi     | Michael Orr         | Ford Fiesta RS WRC    | Yazeed Racing               | M                   |
| Fuente: rallyturkey.com |                     |                     |                       |                             |                     |

## Resultados

### Itinerario
| Día                      | Tramo | Nombre                   | Distancia | Ganador de la etapa | Coche                 | Tiempo  | Líder de la general |
| ------------------------ | ----- | ------------------------ | --------- | ------------------- | --------------------- | ------- | ------------------- |
| Día 1 (13 de septiembre) | SS1   | SSS Turkey               | 2.45 km   | Andreas Mikkelsen   | Hyundai i20 Coupe WRC | 2:03.9  | Andreas Mikkelsen   |
| Día 2 (14 de septiembre) | SS2   | Çetibeli 1               | 38.10 km  | Craig Breen         | Citroën C3 WRC        | 28:32.3 | Craig Breen         |
| Día 2 (14 de septiembre) | SS3   | Ula 1                    | 21.90 km  | Thierry Neuville    | Hyundai i20 Coupe WRC | 16:14.8 | Craig Breen         |
| Día 2 (14 de septiembre) | SS4   | Çiçekli 1                | 12.55 km  | Andreas Mikkelsen   | Hyundai i20 Coupe WRC | 10:32.0 | Andreas Mikkelsen   |
| Día 2 (14 de septiembre) | SS5   | Çetibeli 2               | 38.10 km  | Sébastien Ogier     | Ford Fiesta WRC       | 27:54.8 | Andreas Mikkelsen   |
| Día 2 (14 de septiembre) | SS6   | Ula 2                    | 21.90 km  | Thierry Neuville    | Hyundai i20 Coupe WRC | 15:59.7 | Andreas Mikkelsen   |
| Día 2 (14 de septiembre) | SS7   | Çiçekli 2                | 12.55 km  | Ott Tänak           | Toyota Yaris WRC      | 10:22.3 | Thierry Neuville    |
| Día 3 (15 de septiembre) | SS8   | Yeşilbelde 1             | 36.00 km  | Sébastien Ogier     | Ford Fiesta WRC       | 27:19.7 | Sébastien Ogier     |
| Día 3 (15 de septiembre) | SS9   | Datça 1                  | 10.70 km  | Andreas Mikkelsen   | Hyundai i20 Coupe WRC | 8:29.2  | Sébastien Ogier     |
| Día 3 (15 de septiembre) | SS10  | İçmeler 1                | 20.40 km  | Sébastien Ogier     | Ford Fiesta WRC       | 14:28.2 | Andreas Mikkelsen   |
| Día 3 (15 de septiembre) | SS11  | Yeşilbelde 2             | 36.00 km  | Ott Tänak           | Toyota Yaris WRC      | 27:12.3 | Ott Tänak           |
| Día 3 (15 de septiembre) | SS12  | Datça 2                  | 10.70 km  | Jari-Matti Latvala  | Toyota Yaris WRC      | 8:33.9  | Ott Tänak           |
| Día 3 (15 de septiembre) | SS13  | İçmeler 2                | 20.40 km  | Ott Tänak           | Toyota Yaris WRC      | 14:37.5 | Ott Tänak           |
| Día 4 (16 de septiembre) | SS14  | Marmaris 1               | 7.12 km   | Thierry Neuville    | Hyundai i20 Coupe WRC | 5:07.2  | Ott Tänak           |
| Día 4 (16 de septiembre) | SS15  | Ovacık                   | 8.04 km   | Sébastien Ogier     | Ford Fiesta WRC       | 6:22.8  | Ott Tänak           |
| Día 4 (16 de septiembre) | SS16  | Gökçe                    | 13.25 km  | Sébastien Ogier     | Ford Fiesta WRC       | 8:12.3  | Ott Tänak           |
| Día 4 (16 de septiembre) | SS17  | Marmaris 2 (power stage) | 7.12 km   | Thierry Neuville    | Hyundai i20 Coupe WRC | 4:59.5  | Ott Tänak           |
| Fuente: wrc.com          |       |                          |           |                     |                       |         |                     |

### Power stage
El power stage fue una etapa de 7.12 km al final del rally. Se otorgaron puntos adicionales del Campeonato Mundial a los cinco más rápidos.